# Barrage de Hatgyi
Le barrage de Hatgyi est un projet de barrage hydroélectrique situé en Birmanie sur le Salouen. Sa construction a démarré en 2006. Le coût est 2,6 milliards d'euros.